# Joachim de Watt
Joachim de Watt dit Vadian ou Vadianus (1484-1551) est un homme d'État, médecin, humaniste et réformateur Saint-gallois.

## Biographie
Vadian est né le 30 décembre 1484 à Saint-Gall. En 1501, il quitte Saint-Gall pour aller étudier à l'Université de Vienne où il est nommé successivement maître de philosophie puis professeur de philosophie et de poétique, avant de devenir recteur de l'université en 1516, tout en poursuivant des études de médecine. En 1518, titulaire du diplôme de médecin, il rentre à Saint-Gall où il est rapidement appelé à la charge de médecin de la ville. Entré au conseil de la ville en 1520, il dirigea bientôt le gouvernement de la république. Sous son influence, Saint-Gall se convertit à la Réforme en 1524.
Vadian est nettement moins connu comme médecin que comme historien, humaniste et propagateur de la Réforme. Son nom est toutefois resté associé à ses méthodes de traitement douces, reposant sur la physiothérapie et la diète. On lui doit aussi un traité sur la peste, composé en 1519.
Vadian est mort le 6 avril 1551 dans sa ville natale à laquelle il légua sa bibliothèque de 451 volumes, qui constituent le fonds de la Vadiana.